# Oettersdorf
Oettersdorf est une commune allemande de l'arrondissement de Saale-Orla, Land de Thuringe.

## Géographie
Oettersdorf se situe sur un haut plateau dans les monts de Thuringe.
| Pörmitz  |             |       |
|          | Oettersdorf | Löhma |
| Görkwitz | Schleiz     |       |

## Histoire
Oettersdorf est mentionné pour la première fois en 1302 sous le nom de "Otthensdorph".
En 1525, pendant la guerre de Trente Ans et en 1806, le village connaît de lourdes pertes dues à la guerre. Le 2 juillet 1945 Oettersdorf voit l'arrivée des troupes soviétiques, certains citoyens sont expulsés. Les Umsiedlers font passer le nombre d'habitants de 750 à un millier.

## Source de la traduction
- (de) Cet article est partiellement ou en totalité issu de l’article de Wikipédia en allemand intitulé « Oettersdorf » (voir la liste des auteurs).